# Vacca (rappeur)
Pour les articles homonymes, voir Vacca.
Vacca, de son vrai nom Alessandro Vacca, né le 21 octobre 1979 à Cagliari, est un rappeur et musicien italo-jamaïcain,. Pendant sa carrière, il collabore avec plusieurs rappeurs italiens tels que Fabri Fibra, Mondo Marcio et Club Dogo. Il est également membre des collectifs milanais Voodoo Smokers Familia et Golden Bass Sound, et du collectif international Voodoo COD.

## Biographie

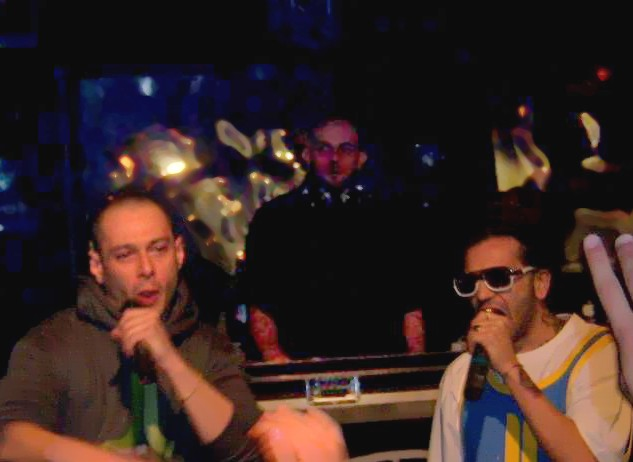
De gauche à droite : Fabri Fibra, Big Fish et Vacca.

Alessandro est né à Cagliari et a grandi à Milan dans le centre historique, puis est transféré dans le Quarto Oggiaro. Il fait son chemin dans la hip-hop milanaise, et se familiariser avec les paroles. À cette période, il devient membre du 50 MC's Crew et participe à la tournée de Frankie hi-nrg mc. En 1997, à 18 ans, il participe à l'émission radio One Two One Two en faisant un freestyle aux côtés d'Esa. Entre 2001 et 2003, il joue dans le groupe Azhilo Nitro, puis publie son premier EP M. Cartoon, qui contient la chanson homonyme, Disgustibus et Non mollo, et est fortement influencé par reggae. Cette influence devient plus apparente dans son premier album solo, intitulé VH, publié en mai 2004. Il y fait notamment participer Soul Reever, Jake La Furia, Maxi B, Ska, Mastermaind, Jack the Smoker, et Asher Kuno.
Au fil des années suivantes, il commence à travailler avec Fabri Fibra qui venait d'emménager à Milan, et qui publie en 2006 l'album Tradimento. Vacca devient son bras droit et joue en direct à la télévision et sur scène. En septembre 2006, il publie le nouveau single Chi sbaglia paga. Le 1er juin 2007, il sort La colpa, le premier single de l'album Faccio quello che voglio qui, lui, sort le 29 juin au label EMI Records. La même année assiste à la formation de FOBC, un crew formé par Nesli et Vacca, qui n'a jamais vraiment décollé. Le 7 octobre 2007, il publie Mille problemi, le second single, suivi du troisième single E se bevo le 3 février 2008.
Le 28 février 2008, il publie sa mixtape Poco di buono, précédé par le single Vita da Re en featuring avec Entics. La mixtape, publiée gratuitement sur Myspace, se compose de 15 chansons dont Accalappianani et Oggi Vorresti (qui atteint les 500 000 vues). Le 31 janvier 2009, il publie une nouvelle mixtape, Don't Say Nothing (suivie plus tard d'un second volet).
Le 1er mars 2009 sort l'EP Non prima delle 6:10 en collaboration avec le duo milanais Two Fingerz. En octobre la même année, il collabore avec des artistes italiens et internationaux comme  Gué Pequeno de Club Dogo et Daniele Vit, pour le single Voglio lei, continuant avec la publication de l'album Fastlife Mixtape Vol. 2 de Gué Pequeno. Il collabore avec Bassi Maestro et Babama sur le single Se morissi lunedì, de leur nouvel album La lettera B.
Le 18 mai 2010, Vacca publie son troisième album officiel intitulé Sporco, qui atteint la onzième place des classements musicaux italiens.
Le 23 septembre 2015, il publie son septième album intitulé L'ultimo tango.

## Discographie

### Albums studio
- 2003 : Mr. Cartoon
- 2004 : VH
- 2007 : Faccio quello che voglio
- 2008 : Poco di buono
- 2009 : Don't Say Nothing 1
- 2009 : Don't Say Nothing 2
- 2009 : Non prima delle 6:10
- 2010 : Lost in Mi-Nord
- 2010 : Sporco
- 2011 : Get maad
- 2011 : Pelleossa
- 2013 : Pazienza
- 2015 : L'ultimo tango

### Albums collaboratifs
- 2009 – Non prima delle 6:10 (avec Two Fingerz)